# Österreichische Hallen-Staatsmeisterschaften in der Leichtathletik 2024
Die Österreichischen Leichtathletik-Staatsmeisterschaften 2024 wurden vom 17. bis zum 18. Februar in der TipsArena in der oberösterreichischen Landeshauptstadt Linz zeitgleich mit den U18-Staatsmeisterschaften ausgetragen. Die Mehrkampfbewerbe wurden bereits am 10. und 11. Februar ebenfalls in Linz ausgetragen.

## Medaillengewinner

### Männer
| Disziplin         | Gold                                                                            | Leistung        | Silber                                                                      | Leistung        | Bronze                                                                            | Leistung        |
| ----------------- | ------------------------------------------------------------------------------- | --------------- | --------------------------------------------------------------------------- | --------------- | --------------------------------------------------------------------------------- | --------------- |
| 60 m              | Markus Fuchs                                                                    | 6,61 s SB       | Noel Waroschitz                                                             | 6,78 s PB       | Andreas Meyer-Lux                                                                 | 6,84 s SB       |
| 200 m             | Niklas Strohmayer-Dangl                                                         | 21,87 s BLV AK  | Nico Garea                                                                  | 22,05 s         | Lukas Weilharter                                                                  | 22,41 s SB      |
| 400 m             | Niklas Strohmayer-Dangl                                                         | 48,15 s SB      | Samuel Lengauer                                                             | 48,71 s PB      | Leo Köhldorfer                                                                    | 49,50 s SB      |
| 800 m             | Elias Lachkovics                                                                | 1:54,51 min SB  | Niklas Kainrath                                                             | 1:54,93 min     | Samuel Lengauer                                                                   | 1:55,06 min SB  |
| 1500 m            | Kevin Kamenschak                                                                | 3:44,03 min     | Fabio Fister                                                                | 3:54,77 min PB  | Samuel Leitner                                                                    | 3:55,04 min PB  |
| 3000 m            | Sebastian Frey                                                                  | 7:52,72 min     | Kevin Kamenschak                                                            | 7:54,02 min SB  | Marcel Tobler                                                                     | 8:11,02 min SB  |
| 60 m Hürden       | Enzo Diessl                                                                     | 7,64 s StLV AK  | Gordon Skalvy                                                               | 8,32 s PB       | Gabriel Zand                                                                      | 8,53 s SB       |
| 4 × 200 m Staffel | TGW Zehnkampf-Union Julius Rudorfer Endiorass Kingley Samuel Lengauer Leo Lasch | 1:30,18 min     | DSG Wien Lukas Weilharter Michael Margaryan Julian Malischnig Andreas Unger | 1:30,19 min     | ULC Riverside Mödling Andreas Meyer-Lux Daniel Seidl Matthias Chen Stefan Klefasz | 1:32,14 min     |
| 3000 m Bahngehen  | Roman Brzezowsky                                                                | 15:16,37 min SB | Rainer Heinzl                                                               | 15:37,01 min SB | Franz Kropik                                                                      | 16:07,28 min SB |
| Hochsprung        | Lionel Afan Strasser                                                            | 2,03 m          | Andreas Steinmetz                                                           | 2,00 m          | Endiorass Kingley                                                                 | 1,97 m SB       |
| Stabhochsprung    | Oliver Latzelsberger                                                            | 4,95 m SB       | Alexander Auer                                                              | 4,85 m          | Pascal Kobelt                                                                     | 4,45 m          |
| Weitsprung        | Leo Lasch                                                                       | 7,34 m SB       | Samuel Szihn                                                                | 7,31 m SB       | Niklas Voss                                                                       | 7,16 m SB       |
| Dreisprung        | Endiorass Kingley                                                               | 15,95 m         | Felix Pircher                                                               | 13,78 m         | Philipp Kronsteiner                                                               | 13,41 m SB      |
| Kugelstoßen       | Alexander Gesierich                                                             | 15,41 m         | Leonhard Jäger                                                              | 15,22 m TLV AK  | Matthias Krach                                                                    | 15,03 m         |
| Siebenkampf       | Leo Lasch                                                                       | 5439 Punkte PB  | Niklas Voss                                                                 | 5045 Punkte PB  | Stephan Pacher                                                                    | 4637 Punkte PB  |

### Frauen
| Disziplin         | Gold                                                                                | Leistung       | Silber                                                                    | Leistung        | Bronze                                                                    | Leistung           |
| ----------------- | ----------------------------------------------------------------------------------- | -------------- | ------------------------------------------------------------------------- | --------------- | ------------------------------------------------------------------------- | ------------------ |
| 60 m              | Magdalena Lindner                                                                   | 7,32 s SB      | Isabel Posch                                                              | 7,38 s          | Viktoria Willhuber                                                        | 7,59 s PB          |
| 200 m             | Susanne Gogl-Walli                                                                  | 23,56 s SB     | Viktoria Willhuber                                                        | 24,64 s SB      | Lena Pressler                                                             | 24,94 s SB         |
| 400 m             | Susanne Gogl-Walli                                                                  | 52,60 s SB     | Caroline Bredlinger                                                       | 55,40 s SB      | Lena Pressler                                                             | 55,84 s SB         |
| 800 m             | Caroline Bredlinger                                                                 | 2:04,92 min    | Marie Glaser                                                              | 2:14,15 min PB  | Viola Simmer                                                              | 2:14,76 min SB     |
| 1500 m            | Lotte Seiler                                                                        | 4:27,37 min PB | Sandra Schauer                                                            | 4:28,38 min PB  | Marie Glaser                                                              | 4:31,27 min BLV AK |
| 3000 m            | Sandra Schauer                                                                      | 9:32,39 min SB | Lotte Seiler                                                              | 9:36,99 min PB  | Sandrina Illes                                                            | 9:37,39 min SB     |
| 60 m Hürden       | Karin Strametz                                                                      | 8,03 s StLV AK | Isabel Posch                                                              | 8,37 s VLV AK   | Johanna Plank                                                             | 8,41 s PB          |
| 4 × 200 m Staffel | TGW Zehnkampf-Union Johanna Plank Sarah Lagger Theresa Pühringer Susanne Gogl-Walli | 1:41,64 min    | UNION St. Pölten Magdalena Lindner Alma Leder Sarah Daxböck Lena Pressler | 1:41,66 min     | LTU Graz Lenia Standfest Elenia Walla Katharina Pitner Viktoria Willhuber | 1:41,68 min        |
| 3000 m Bahngehen  | Kathrin Schulze                                                                     | 15:29,45 min   | Barbara Hollinger                                                         | 16:26,17 min SB | Karin Freitag                                                             | 16:56,74 min PB    |
| Hochsprung        | Ekaterina Krasovskiy Christiane Krifka                                              | 1,74 m         |                                                                           |                 | Sarah Lagger                                                              | 1,71 m             |
| Stabhochsprung    | Lisa Gruber                                                                         | 4,00 m         | Vera Vacik                                                                | 3,60 m          | Katrin Kammerlander                                                       | 3,60 m             |
| Weitsprung        | Isabel Posch                                                                        | 6,19 m SB      | Ingeborg Grünwald                                                         | 6,15 m SB       | Sarah Lagger                                                              | 5,96 m SB          |
| Dreisprung        | Viktoria Straczek-Helios                                                            | 12,58 m WLV AK | Jana Schnabel                                                             | 12,14 m SB      | Katharina Pitner                                                          | 11,32 m SB         |
| Kugelstoßen       | Sarah Lagger                                                                        | 14,39 m SB     | Christina Scheffauer                                                      | 13,79 m SB      | Verena Mayr                                                               | 13,77 m            |
| Fünfkampf         | Verena Mayr                                                                         | 4525 Punkte SB | Ivona Dadic                                                               | 4408 Punkte SB  | Sarah Lagger                                                              | 4319 Punkte SB     |